# Статутні грамоти Білоруської Народної Республіки

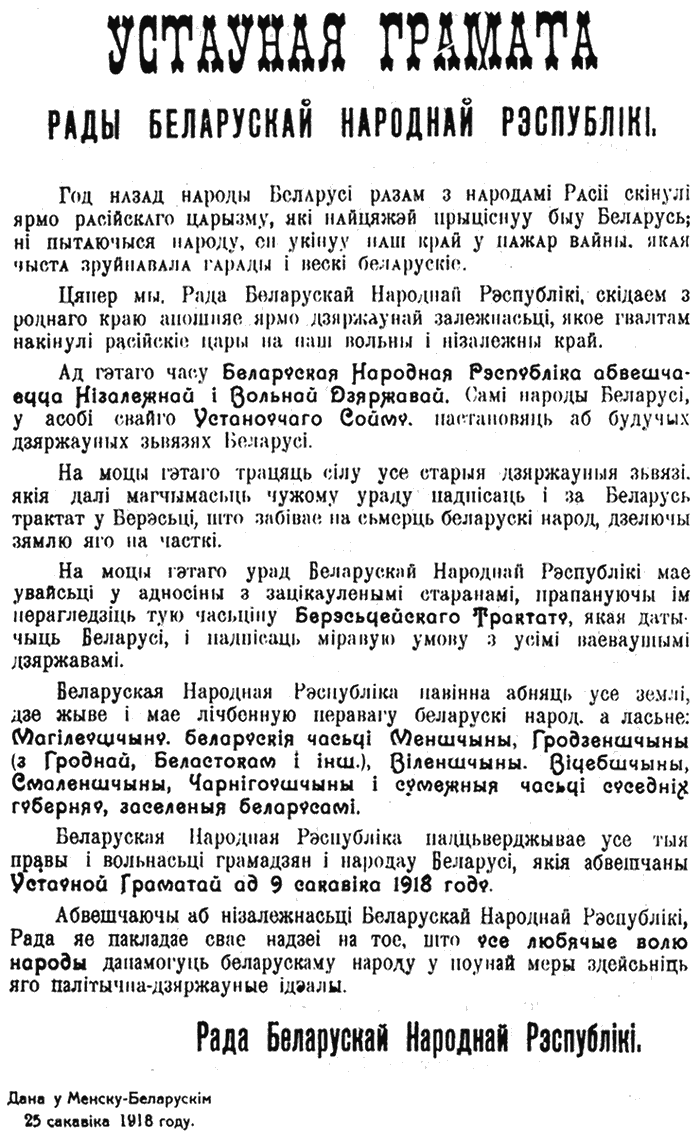
Третя Статутна грамота, якою проголошено незалежність Білоруської Народної Республіки

Статутні грамоти Білоруської Народної Республіки (біл. Устаўныя граматы БНР, Ustaŭnyja hramaty BNR) — це чотири документи, прийняті Виконавчим комітетом Ради Всебілоруського з'їзду та Радою БНР у 1918 році, які проголошували волю білоруського народу щодо його національного та державного майбутнього.

## Перша Статутна грамота
Прийнята Виконавчим комітетом Ради Всебілоруського конгресу 21 лютого 1918 року в Мінську.
Перша Статутна грамота закликала білоруський народ реалізувати своє право на «повне самовизначення», а національні меншини — здійснювати право на національну та особисту автономію. Посилаючись на право народів на самовизначення, автори хартії доводили, що влада в Білорусі має формуватися відповідно до волі народів, що населяють країну. Цей принцип має бути реалізований шляхом демократичних виборів до Всебілоруських установчих зборів.

## Друга Статутна грамота
Прийнята Виконавчим комітетом Всебілоруського конгресу 9 березня 1918 року в Мінську.
Білоруська Народна Республіка була проголошена в межах розселення та чисельної переваги білоруського народу.
Проголошувалися права і свободи громадян і народів Білоруської Народної Республіки: свобода слова, друку, зборів, страйків, союзників; свобода совісті, недоторканність особи та приміщення; право народів на національну та особисту автономію; рівність усіх мов народів Білорусі. Приватна власність на землю була скасована, оголошено про передачу землі без викупу тим, хто на ній працював; ліси, озера та надра були оголошені державною власністю. Максимальна тривалість робочого дня становила 8 годин.

## Третя Статутна грамота
Прийнята Радою БНР 25 березня 1918 року в Мінську.
Білоруська Народна Республіка була проголошена незалежною державою.
Рада БНР вимагала переглянути Брест-Литовський договір. На землях колишньої Російської імперії, де проживає білоруський народ і має чисельну перевагу, була проголошена вільна, незалежна держава; вона включала Могильовську, Мінську, Вітебську, білоруські частини Гродненської, Віленської, Смоленської, Чернігівської та сусідні губернії. Також були підтверджені права і свободи громадян і народів Білорусі, проголошені Другою Статутною грамотою.

## Четверта Статутна грамота
Прийнята Радою Народних Міністрів БНР 29 листопада 1918 року в Мінську.
Закликала всіх громадян Білорусі об'єднатися навколо Ради Білоруської Народної Республіки та білоруського уряду та створювати органи місцевого самоврядування у вигляді волосних, повітових та місцевих рад по всій Білорусі.